# Chemin de Malepère
Pour les articles homonymes, voir Malepère.
Le chemin de Malepère (en occitan : camin de Malapèira) est une voie de Toulouse, chef-lieu de la région Occitanie, dans le Midi de la France.

## Situation et accès

### Description
Le chemin de Malepère est une voie publique. Il se trouve dans le quartier de Malepère. Il correspond à l'ancien chemin vicinal no 78, de la route de Labège à Saint-Orens-de-Gameville (actuels chemins de Malepère et de Cayras).
Il naît perpendiculairement à la route de Labège. Il suit sur 840 mètres un tracé relativement tortueux, mais orienté au nord-est. Il se termine au carrefour de la route de Revel. Il est prolongé au nord-est par le chemin de Cayras qui aboutit au hameau du même nom, sur le territoire de la commune de Saint-Orens-de-Gameville.
La chaussée compte une seule voie de circulation automobile à double-sens. Elle appartient à une zone 30 et la vitesse y est limitée à 30 km/h. Il n'existe pas de piste, ni de bande cyclable.

### Voies rencontrées
Le chemin de Malepère rencontre les voies suivantes, dans l'ordre des numéros croissants (« g » indique que la rue se situe à gauche, « d » à droite) :
1. Route de Labège
2. Chemin des Carmes (d)
3. Route de Revel

## Odonymie

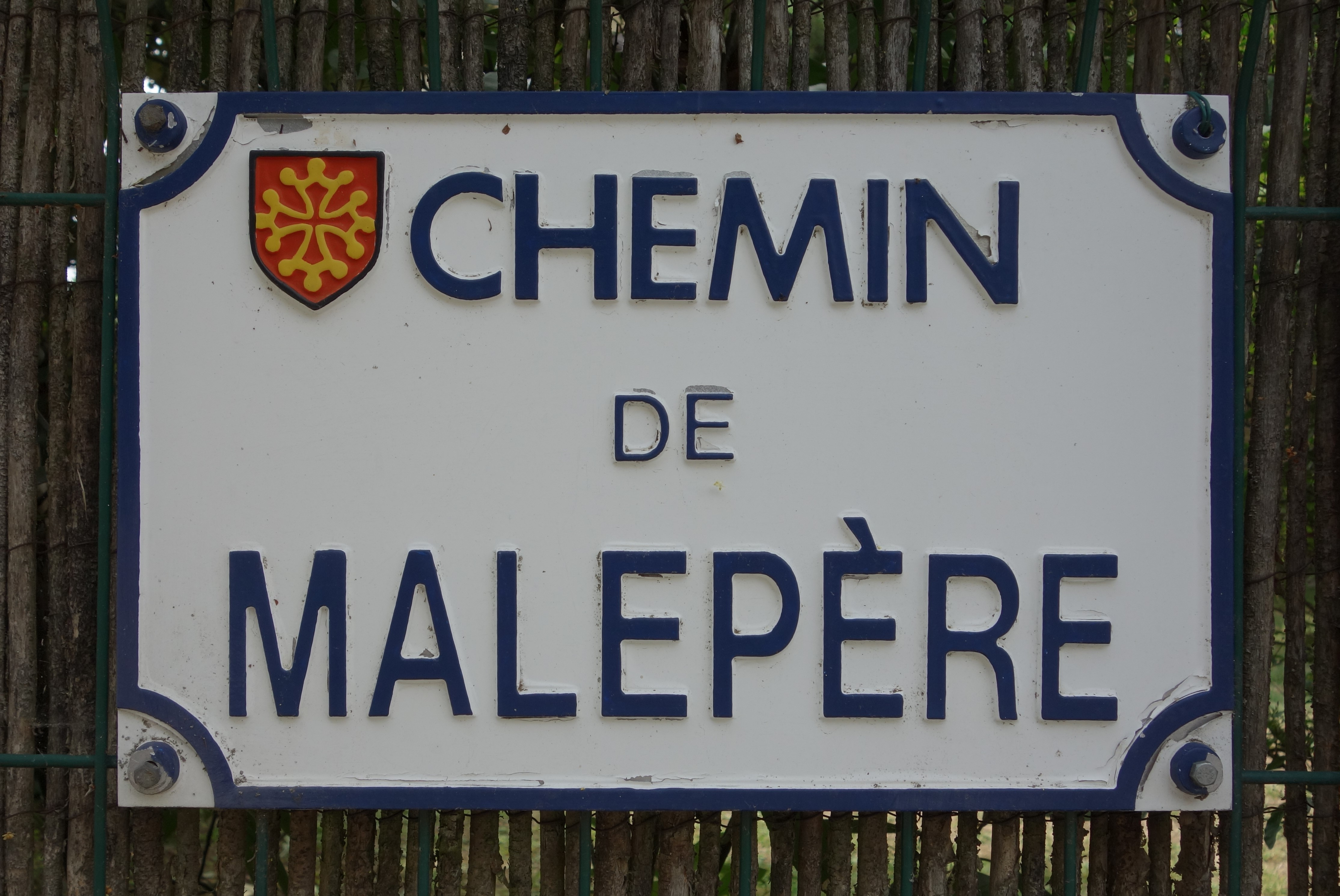
Plaque de rue.

Le chemin tient son nom du domaine agricole et du château qui appartenaient au XVIIe siècle à Gabriel de Vendages de Malepeyre (1624-1702), conseiller puis doyen à la sénéchaussée de Toulouse. À sa mort, l'ensemble fut donné aux religieux du couvent des Grands Carmes de Toulouse. Au milieu du XIXe siècle, la métairie de Malepère existait encore (emplacement de l'actuel no 41) : elle disparut au début du siècle suivant.

## Patrimoine et lieux d'intérêt
- no  70 : maison toulousaine.
- no  74 : maison toulousaine.